# Michałowo (powiat słupecki)
Michałowo – wieś w Polsce położona w województwie wielkopolskim, w powiecie słupeckim, w gminie wiejskiej Słupca.
W latach 1975–1998 miejscowość należała administracyjnie do województwa Konińskiego.